# IC 2432
IC 2432 је спирална галаксија у сазвјежђу Хидра која се налази на листи објеката дубоког неба у Индекс каталогу.
Деклинација објекта је + 5° 30' 45" а ректасцензија 9h 4m 39,5s. Привидна величина (магнитуда) објекта IC 2432 износи 14,6 а фотографска магнитуда 15,4. IC 2432 је још познат и под ознакама CGCG 33-56, NPM1G +05.0203, PGC 25479.